# Альтавалле
Альтавалле (італ. Altavalle) — муніципалітет в Італії, у регіоні Трентіно-Альто-Адідже,  провінція Тренто. Муніципалітет було створено в 2016 році в результаті об'єднання муніципалітетів Фавер, Грауно, Грумес та Вальда.
Альтавалле розташований на відстані близько 490 км на північ від Рима, 16 км на північний схід від Тренто.
Населення — 3252 осіб (2014).
Покровитель — San Girolamo Emiliani.

## Демографія
Населення за роками:

## Сусідні муніципалітети
- Чембра-Лізіньяго
- Салорно
- Сегонцано
- Капріана
- Совер